# Djalma Campos
Djalma Campos   (Luanda, 30 de maig de 1987) és un exfutbolista angolès de la dècada de 2010.
Fou internacional amb la selecció de futbol d'Angola.
Pel que fa a clubs, destacà a Marítimo, FC Porto i PAOK Salònica FC.